# Conjunção conclusiva
As conjunções conclusivas são conjunções, ou seja, palavras ou expressões gramaticais usadas como conexão de duas orações em que uma representa uma conclusão.
Exprimem, por conseguinte uma conclusão (ou uma consequência, um efeito, um resultado) referentes à oração anterior. As conjunções conclusivas típicas são: logo, portanto, pois, então, assim, por isso, por conseguinte, de modo que, em vista disso entre outras.
Introduzem as orações coordenadas sindéticas conclusivas.

## Exemplos
Em gramática, as conjunções conclusivas são aquelas que expressam a ideia de conclusão e explicação, introduzindo uma sequência lógica na oração que dá continuidade ao raciocínio expresso na oração anterior. As principais conjunções conclusivas são: porque, portanto, logo, por isso, pois (após o verbo), então, por conseguinte, consequentemente, de forma que, modo que, de sorte que, de maneira que, daí que, tanto (assim) que, assim, enfim, por fim, conseguintemente, donde, por onde, aí (em seu uso coloquial, por exemplo, "a professora já chegou gritando, aí os alunos calaram-se").